# Automotrice FS ALDn 32
Le Automotrici ALDn 32 , in alcuni casi denominate Automotrici ALDUn xx, quando oltre al compartimento bagagliaio veniva aggiunto anche il vano postale, sono il prodotto della trasformazione di alcune unità ALn 56 di costruzione Fiat ferroviaria e di costruzione Breda in rotabili ibridi con comparto separato per viaggiatori e merci. Il numero posto dopo la sigla ALDn, il 32 (o altro) derivava dalla diminuzione dei posti a sedere offerti, che erano 56 in origine, e le lettere "D" ed "U" designavano l'uso a bagagliaio e postale.

## Storia
I primi esperimenti di trasformazione di automotrici vennero fatti dalle FS poco prima del secondo conflitto mondiale e interessarono un piccolo lotto di Automotrici Fiat della Sardegna. Queste vennero denominate in varia maniera a seconda del numero di posti a sedere rimasti, ALDUn 28, ALDn 28, e ALDUn 32.
Dopo la guerra, alcune unità delle ALDUn 28 finirono alla SNFT: tre furono immatricolate nella serie AnDu 28, mentre le altre due unità furono revisionate e private del bagagliaio, in modo da avere 60 posti a sedere, quindi immatricolate come An 60. La ALDUn 32-1102 venne demolita a Cagliari nel 1968.
Più duraturo fu il servizio delle ALDn ottenute dalla trasformazione di automotrici Breda verso la fine degli anni sessanta quando le Ferrovie dello Stato si trovarono su alcune linee di fronte ad un traffico di collettame di discreta entità ma non tale da giustificare l'utilizzo di appositi bagagliai.
Le nuove automotrici ALn 668, 773, 873 di allora nascevano già con un vano bagagli accessibile dall'esterno mediante saracinesche, così le FS pensarono di dotare dello stesso anche alcune vecchie automotrici.
La scelta cadde su due automotrici, le ALn 56-2026 e ALn 56-2060 entrambe costruite nel 1937, che vennero così dotate di un compartimento bagagli, sufficientemente grande, con una saracinesca su ogni lato.
La presenza di tale vano comportò una riduzione dei posti a sedere da 56 a 32 facendo assumere alle automotrici la nuova classificazione ALDn 32.2026 e ALDn 32.2060.
La trasformazione delle due automotrici venne eseguita presso le officine FS di Torino nel mese di novembre del 1968. Le due automotrici svolsero quasi esclusivamente servizio sulle linee Fano–Urbino e Pergola–Fabriano e vennero adibite al trasporto di pulcini vivi da cui il soprannome di “pulcinaie”.
Fino al 1979 risultavano ancora in servizio.  Rimasero in carico al deposito di Fabriano fino al 31 dicembre 1985 anche quando non più utilizzate.
ALDn 32.2026
- Demolizione: 03.06.1998
ALDn 32.2060
- Demolizione: 02.1998